# 末弘ヒロ子
末弘 ヒロ子（すえひろ ヒロこ、1893年（明治26年）5月20日 - 1963年（昭和38年）3月18日）は、福岡県小倉市長・末弘直方の四女。1908年（明治41年）3月、学習院女学部3年生（数え16歳）のとき、日本初の全国的ミス・コンテストとされる時事新報社主催全国美人写真審査（aka 良家の淑女写真コンクール）において第1位となる。
学習院退学後、のちに貴族院議員となる野津鎮之助（侯爵、陸軍大将・野津道貫の長男）と結婚。孫の一人が正田美智子の弟と結婚している。

## 経歴

### 幼年期から少女期
ピアノ、華道（池の坊）、茶道（表千家）を習う。小倉小町として地元では有名であった。

### 日本初のミス・コンテスト
1907年（明治40年）9月、アメリカの『シカゴ・トリビューン』紙が「ミスワールドコンテスト」を企画した。時事新報社が打診を受け、日本予選として1908年（明治41年）3月5日、「日本美人写真募集」と銘打って大々的な全国キャンペーンを展開した。芸妓・女優・職業モデルなどは参加不可、自薦他薦は問わなかった。
『新興の日本帝国は、一事一物決して 人後に落つべからざるのみならず、場合によりては自ら進んで大いに薦むるの必要あるに当り、あたかも良し、此挑戦状は、我に与ふるに絶好の機会を出てせるものに非ずや。（中略）遂に断然応諾の書を作り、敢て日本美人写真募集の大計画を発表せり。』（時事新報社による趣意）
これが日本初の全国ミスコンテストであり、事実上のミス・日本を決める最初の大会となった（と、風俗史の本などに書いてあることが多いが、正確にいうとこれ以前にもミス・コンテストはあった）。総額3千円相当の賞品が贈呈されるということもあって、7千名もの応募があった。
審査は写真選考のみで、洋画家の岡田三郎助、彫刻家の高村光雲、歌舞伎俳優の中村芝翫など芸術界、芸能界を代表する各界著名人13名が審査員となった。

### ミス日本
この時、ヒロ子は16歳。学習院女学部3年に在籍していた。ヒロ子の美貌は審査員の絶賛のもと一次・二次審査を通過、13人ほぼ全員の絶賛を得て、堂々一等に推された。さらにヒロ子の写真は海を渡ってアメリカの総主催『シカゴ・トリビューン』紙に送られて、アメリカでも披露された。末弘ヒロ子は一躍時の人となり、父・直方のもとには数百もの縁談の申込みが届き、家族を喜ばせた。
この時、学習院院長は乃木希典であったが、学習院側はヒロ子がこのコンクールに参加したことを知ると、ただちに協議会を開き「他の生徒等の取り締まりの上、停学もしくは諭旨退学の処分をなさん」としてヒロ子を諭旨退学処分した。乃木が学習院院長に就任したのは1907年、ヒロ子が一等に選ばれたのは1908年3月であるが、時期が悪かったという意見もある。また、1908年3月23日の『大阪毎日新聞』には、ほかの女学生たちの嫉妬が背景にあるという趣旨の記事が掲載される。諭旨退学論は主に女学部長が主張した。乃木はこれに同意も反対もしなかったらしい。ヒロ子は処分を甘んじて受け入れた。

### 野津侯爵家との縁談

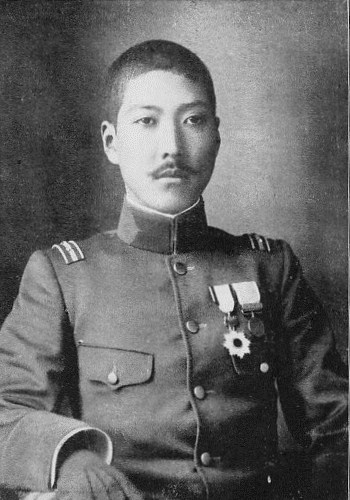
ヒロ子の夫となった野津鎮之助

この件は、ヒロ子の義兄が勝手に写真を応募した事実が後にわかった。乃木はヒロ子を退学処分としたことは間違いであったと思い直し、中退者となってしまったヒロ子の名誉を回復するために、良い縁談を紹介してやらなければならないと考えた。そこで、陸軍士官の中から適当な人材を捜そうとしたが、小倉市長の娘であるヒロ子と釣り合いがとれる出自の者はなかなか見つからなかった。そんな折、事情を知った陸軍大将・野津道貫が乃木のもとを訪れ、「ひとつうちの長男ではどうか」と助け船を出した。野津道貫の長男・鎮之助は陸軍少佐で、前年に侯爵へ陞爵したばかりの父の跡を継いで貴族院議員になることが決まっていた。
この縁談はヒロ子の両親を大変喜ばせ、ヒロ子も侯爵の嗣子との見合い話に驚いた。野津鎮之助は軍人だが、社交的で誠実な人柄であった。鎮之助の方ももちろん末弘ヒロ子を大いに気に入った。乃木を媒酌人として、2人は結婚した。この縁談に至ったくだりは「乃木将軍の大岡裁き」として、乃木逸話の一つとなった。遅くとも1908年10月8日までには結婚している。
ただし、黒岩比佐子著『明治のお嬢さま』では「二人の父親の末弘直方と野津道貫は元来親しく、二人は以前からの婚約者であった」と、上記内容を「乃木大将神話の一つ」として否定している。
義父・野津道貫が胃癌で伏せったときも、亡日まで献身的に看病するなど、ヒロ子は良妻ぶりも非の打ちどころがなかったという。

### 晩年
ヒロ子の姉の孫にあたる山下洋輔は、第二次世界大戦直後にヒロ子を何度か見かけたことがあると著書に記している。当時すでに「曲がった腰と丸くなった背中、両手にリューマチを患っている老女」となっていたヒロ子のことを、山下は密かに「カイブツ」と呼んでいた。
1963年3月18日、脳梗塞で倒れ急死。享年69。

## 人物・その他
サツマイモなどの野菜を好み、肉・魚はあまり食べない。ただしウナギは好き。甘いものに目がなく、カキ・ミカンは大好物である。ヒロ子の次男の妻によると、ヒロ子の口からミスコン出場の事実を話したことはない。しかし野津一族の間ではヒロ子が昔ミスコンで優勝したことはよく知られていた。学習院の友人とよく観劇に行っていた（週刊新潮の取材による）。

### 親族
（特に断らない限り出典:）
夫は野津鎮之助、後に貴族院議員となる。野津鎮之助は、野津道貫（侯爵・陸軍大将）の長男である。
夭折した長男の他に一男三女を儲ける。
- 次男・野津高光 - 侯爵・海軍主計少尉。戦後は銀行に勤務。1995年没[18]
- 長女・浜口美智子 - 浜口久常（銚子醤油社長）と結婚
- 二女・大原真佐子 - 倉敷絹織（現・クラレ）社長・大原総一郎の妻。真佐子の娘・泰子は上皇后美智子の弟・正田修と結婚している[11]
- 三女・田中佐恵子 - 田中秀雄（京都ダイカスト工業会長などを歴任。田中源太郎の孫で田中一馬の子）と結婚

ヒロ子の姉直子は建築家の山下啓次郎と結婚、直子と啓次郎の孫がジャズピアニスト山下洋輔である。